# Lossen (Bijbel)
Lossen is een begrip in de Hebreeuwse Bijbel. Er wordt een handeling mee bedoeld om armen te beschermen tegen uitbuiting. De voorschriften hiervoor staan beschreven in Leviticus 25.
Wanneer iemand onvoldoende kapitaal bezit, kan het voorkomen dat hij zijn land moet verkopen. Een naaste bloedverwant kan dan als "losser" optreden en het land voor zijn familielid terugkopen.
In het Jubeljaar zal bovendien al het verkochte land weer terugkomen bij de oorspronkelijke eigenaar.
Een combinatie van lossen en leviraatshuwelijk is te lezen in het Bijbelboek Ruth. Hier koopt Boaz, als bloedverwant van Naomi, het land van haar overleden man Elimelech en hij trouwt bovendien met haar schoondochter Ruth om haar nageslacht te schenken.
In het christendom wordt de term (ver)lossen vaak in verband gebracht met de verzoeningsleer.